# Martin-Niemöller-Kirche

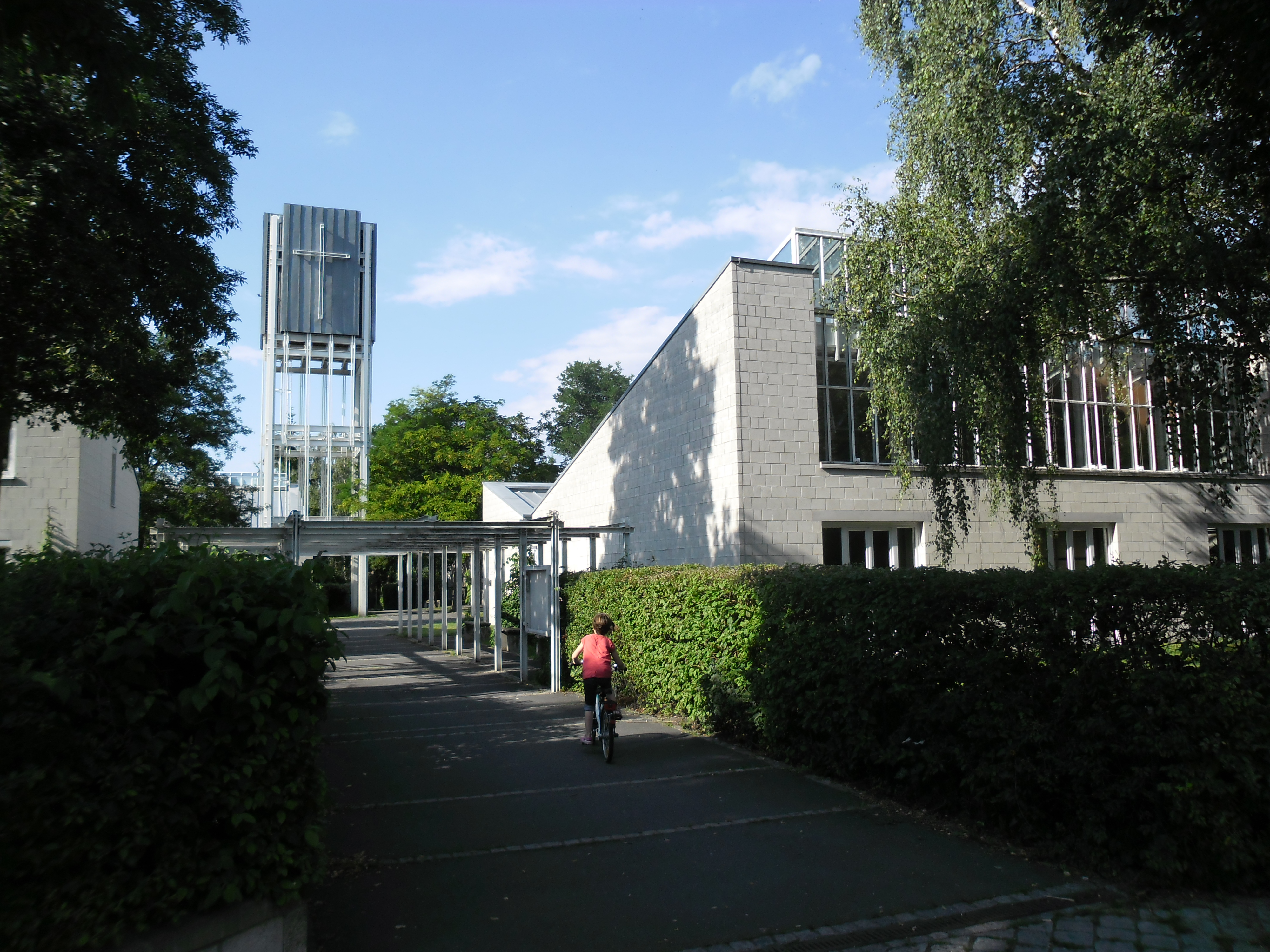
Martin-Niemöller-Kirche (rechts)

Die Martin-Niemöller-Kirche ist ein evangelisches Kirchengebäude in Nürnberg-Langwasser und die einzige Kirche dieses Namens. Sie ist nach dem evangelischen Pfarrer und KZ-Häftling Martin Niemöller benannt.

## Geschichte
Der Bau wurde 1985/86 nach Plänen von Eberhard Schunck und Dieter Ullrich errichtet und am 7. Dezember 1986 gemeinsam mit dem römisch-katholischen Kirchengebäude St. Maximilian Kolbe im Nürnberger Stadtteil Langwasser eingeweiht. Die Gebäude bilden den östlichen Teil des Kirchenzentrums Langwasser, eines ökumenischen Zentrums.

## Besonderheit
Die Einzigartigkeit des Namens der Kirche führte beim Erscheinen der Briefmarke 100. Geburtstag Martin Niemöller am 9. Januar 1992 dazu, dass der Ersttagsbrief mit einer Architektenzeichnung dieser Kirche versehen wurde.